# 천안삼거리 (영화)
"천안 삼거리"는 한국에서 제작된 김기덕 감독의 1964년 영화이다. 신영균 등이 주연으로 출연하였고 차태진 등이 제작에 참여하였다.

## 줄거리
이조중엽 부친인 유봉서가 당쟁에 말려 참변을 당하자 그의 딸 능수(엄앵란)는 같은 처지가 되어 남의집 머슴살이를 하는 장쇠(신영균)과 사랑을 맺는다. 그 무렵 음탕한 사또(이예춘)은 그녀를 탐한 나머지 그를 투옥한다. 때마침 암행어사가 행차하여 그들은 구출되는데, 그 어사는 바로 투옥된 능수의 동생 현수(신성일)였다.

## 출연
- 신영균
- 엄앵란
- 강신성일

## 기타
- 조명: 박진수
- 미술: 노인택